# Blastus
Blastus es un género  de plantas con flores pertenecientes a la familia Melastomataceae. Es originario del Sudeste de Asia.  Comprende 33 especies descritas y de estas, solo 9 aceptadas.

## Taxonomía
El género fue descrito por João de Loureiro y publicado en Flora Cochinchinensis 2: 517, 526, en el año 1790.

## Especies aceptadas
A continuación se brinda un listado de las especies del género Blastus aceptadas hasta febrero de 2013, ordenadas alfabéticamente. Para cada una se indica el nombre binomial seguido del autor, abreviado según las convenciones y usos:
- Blastus auriculatus Y.C. Huang ex C. Chen
- Blastus borneensis Cogn. ex Boerl.
- Blastus brevissimus C. Chen
- Blastus cochinchinensis Lour.
- Blastus mollissimus H.L. Li
- Blastus pauciflorus (Benth.) Guillaumin
- Blastus setulosus Diels
- Blastus tenuifolius Diels
- Blastus tsaii H.L. Li